# Obrascón Huarte Lain
Pour les articles homonymes, voir OHL.
Obrascón Huarte Lain est un groupe de BTP (bâtiment et travaux publics) espagnol.

## Histoire
La société trouve son origine avec la création en mai 1911 de Sociedad General de Obras y Construcciones Obrascón, S.A.. La compagnie a poursuivi seule son développement jusqu'au rachat successif par Banco de Bilbao en 1953 puis par Altos Hornos de Vizcaya 20 ans plus tard. Obrascón connut des difficultés financières à la fin des années 80. La société fut alors rachetée pour une peseta symbolique en 1987 par Juan-Miguel Villar Mir. Villar relança la société et lui permit d'entrer à la Bourse de Madrid en 1991.
En 1998, Obrascón fusionna avec son principal concurrent : Huarte, puis l'année suivante avec la société Construcciones Lain. Cette dernière fusion a permis de constituer le groupe actuel.

## Controverse et démêlés judiciaire
Fin 2016, l'entreprise espagnole est mise en cause dans diverses affaires de corruption en lien avec des projets réalisés au Mexique. À la suite du scandale révélé par la Commission Nationale des Marchés des Valeurs des États-Unis d'Amérique, le président de OHL-Mexique mais aussi un ministre du gouvernement mexicain ont été contraints de démissionner.

## Activités
Ses principales activités sont :
- Construction (83 %)
- Gestion de concession (16 %)
- Services environnementaux (3 %)

## Données boursières
Société cotée à la bourse de Madrid.
- Actionnaire principal : Inmobiliaria Espacio (53,61 %)
- Code valeur : ES0142090317- OHL
- La société fait partie de l'index IBEX 35 depuis juillet 2008.